# Édith Reffet
Œuvres principales
Le bout du Monde, nos plus belles années (2010)
Ma mère, chronique d'un non-amour (2015)
Florence Rougier ou la tentation du bonheur (2012)
Édith Reffet est une écrivaine française née le 4 décembre 1923 à Chambéry et morte  le 2 mars 2008 à Villejuif.

## Biographie
Édith Reffet est la fille de Charles Reffet et de Delphine Martinet. Son père, orphelin et de milieu modeste, fait peu d'études. Sa mère appartient à une famille d'instituteurs qui incitent leurs enfants à étudier. Comme sa mère, ses grands-parents maternels et sa sœur de quatre ans sa cadette, Édith Reffet devient institutrice. À 20 ans, tout juste sortie de l'école normale d'instituteurs, elle prend son premier poste dans un hameau de montagne situé près d'Albertville. Elle y reste deux ans et cette expérience lui inspire un roman autobiographique: Le Bout du Monde, nos plus belles années. En 1945, elle va à Paris, suit des cours de littérature française à la Sorbonne. Elle se marie en 1948 avec Albert Kespi. De cette union, naîtront deux filles. Elle divorce en 1972. Elle vit à Paris jusqu'à sa mort, en 2008.

## Présentation de l’œuvre
L’œuvre d’Édith Reffet contient des romans, des témoignages, une pièce de théâtre. Une partie est publiée du  vivant de l'auteure (sous son nom d'épouse) , l'autre après sa mort (sous son nom de jeune fille).

### Romans
- L'Ivraie : une jeune enseignante de vingt ans a une liaison avec le père d'une de ses élèves pendant la guerre. Le livre insiste sur les problèmes de conscience que pose cette liaison aux deux amants qui sont très croyants.

- Silvana (roman pour enfants) : Silvana est une petite italienne pauvre qui, grâce à son intelligence et à sa chance, réussit à devenir speakerine à la radio. Elle y lit des contes de son invention.

- La rose bleue (roman pour enfants ) : Jeff Bright, petit garçon d'une dizaine d'années, vit en Amérique. Il a deux amies : Minnie, peu jolie mais follement drôle et sympathique, et la belle et réservée Stella, immobilisée dans un fauteuil roulant à la suite d'une poliomyélite. À l'âge de dix ans, Jeff perd son père accidentellement et sa mère décide de retourner en France. Jeff va connaître de nouvelles aventures.

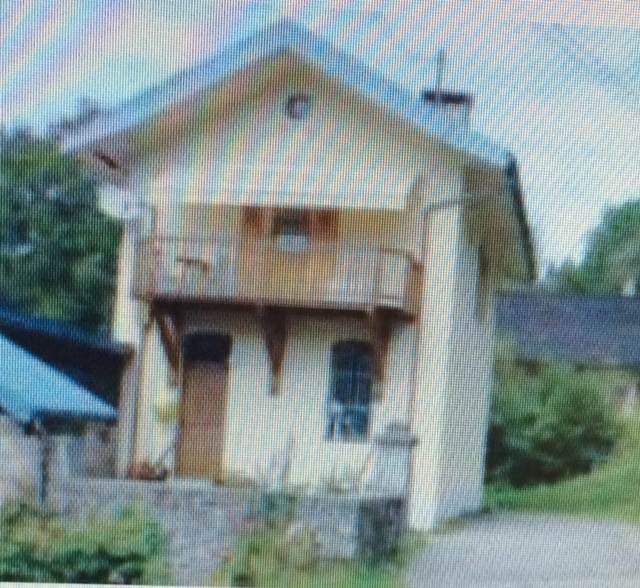
ce qui a été l'école des Pointières

- Le Bout du Monde, nos plus belles années : dans ce roman autobiographique  écrit sous  la forme d'un journal allant d'octobre 1943 à août 1945, l'auteure raconte sa première expérience d'institutrice dans un hameau (les Pointières de Queige)  perdu dans la montagne près d'Albertville. Une histoire d'amour vient pimenter le récit ; enfin la guerre  se greffe dans l'histoire car le hameau est un endroit idéal pour les résistants. Ce récit est l'histoire romancée d'Édith Reffet et de deux de ses amies : la folle et intrépide Jo qui fréquente un officier allemand et Hélène qui se lance dans la Résistance.
- Florence Rougier ou la tentation du bonheur [4] : pendant la guerre, à Grenoble, Florence rencontre Gérard, journaliste, dont elle tombe follement amoureuse. Mais il disparaît mystérieusement à la suite d'une dispute. Malgré tous ses efforts, Florence n'arrive pas à le retrouver et se résigne, quelques années plus tard, à épouser Maxime, mari  idéal mais qu'elle n'aime pas. Elle finit par retrouver Gérard mais cette rencontre va être à l'origine d'une immense déception.  Ce roman peut être vu comme une version moderne d'Andromaque : comme dans la pièce de Jean Racine, un amour très fort, passionnel  même, lie des personnages mais ces sentiments ne sont malheureusement pas réciproques et la fin est dramatique.

### Témoignages
- Lit 54, retour de l'enfer : Édith Reffet raconte quatre mois passés à l'hôpital en 1962. Elle a 39 ans et souffre d'une ostéite vertébrale avancée. Un médecin sort de sa chambre en disant: "en voilà une qui ne fêtera pas ses 40 ans". Ce témoignage est d'abord un bel hymne à la vie : l'auteure  lutte pour survivre et parvient à vaincre la maladie. D'autre part, l'auteure partage sa chambre avec trois femmes, ce qui constitue une petite vie communautaire : ces quatre femmes s'aident, physiquement et moralement. Enfin, ce témoignage souligne le rôle des médecins et infirmières qui non seulement les soignent mais soutiennent leur moral.
- Ma mère, chronique d'un non-amour : ce livre est un nouveau Vipère au poing. "Quand je t'ai retrouvée, morte, j'aurais dû te cracher à la figure", écrit Édith Reffet. L 'auteure raconte son enfance et ses relations avec sa mère, le non-amour de cette dernière[5]. Édith Reffet n'a même pas un jour lorsqu'une nourrice l'emmène loin de ses parents. Lorsqu'elle a douze ans, alors que c'est une élève brillante, sa mère, institutrice, veut la placer comme bonne à tout faire. Lorsqu'Édith Reffet va voir sa sœur  mourante à l'hôpital, elle découvre avec effroi que c'est son prénom à elle (Édith et non Hélène) qui a été indiqué par sa mère. Enfin, sa mère parvient à la déshériter complètement.

### Théâtre
- Le portrait d'Hélène [6],[7] : un couple s'apprête à recevoir des amis. Juste avant l'arrivée des invités, la maîtresse de maison décroche un tableau représentant Hélène, la première épouse de son mari, décédée un an plus tôt. L'absence du tableau suscite des réactions de la part des invités qui connaissaient Hélène. La conversation s'oriente alors vers une enquête policière ; ce huis clos permet de découvrir que la mort d'Hélène n'était pas accidentelle et de démasquer l'assassin.

### Les grands thèmes
Dans ces écrits de femme (les personnages principaux sont toujours des femmes), on trouve les thèmes suivants : l'amour (malheureux en général), le suicide, la mort, la guerre (très présente mais toujours en arrière-plan).        

## Critiques
Les livres d’Édith Reffet ont fait l'objet de critiques  positives,,,. Elle a même été comparée à Stefan Zweig.  Les critiques portent sur son style, sur les intrigues de ses romans, et sur l'analyse de la psychologie des personnages.

### Romans
- L'Ivraie, Flammarion, 1956, 243 p.[13]
- Silvana, Desclée de Brouwer, coll. « Belle-Humeur », 1959, 155 p.
- La rose bleue, Desclée de Brouwer, coll. « Belle-Humeur », 1962, 158 p.
- Le Bout du Monde, nos plus belles années, Bauduen, Parole, coll. « main de femme » (réimpr. 2014, 2018 et 2021) (1re éd. 2010), 279 p. (ISBN 978-2-917141-22-9)
- Florence Rougier ou la tentation du bonheur, Paris, L'Harmattan, coll. « Amarante », 2012, 279 p. (ISBN 978-2-296-99615-1, lire en ligne)

### Témoignages
- Lit 54, retour de l'enfer, Bauduen, Parole, coll. « main de femme », 2011, 240 p. (ISBN 978-2-917141-31-1)
- Ma mère, chronique d'un non-amour, Bauduen, Parole, coll. « main de femme », 2015, 204 p. (ISBN 978-2-917141-85-4)

### Théâtre
- Le portrait d'Hélène, site de la FNCTA (Fédération Nationale des Compagnies de Théâtre Amateur), www.fncta.fr/infos-articles/article_282.pdf.